# Рудня-Ольховка
Рудня-Ольховка (бел. Рудня-Альхоўка) — деревня в Чеботовичском сельсовете Буда-Кошелёвского района Гомельской области Белоруссии.

## География

### Расположение
В 22 км на юго-запад от районного центра и железнодорожной станции Буда-Кошелёвская (на линии Жлобин — Гомель), 57 км от Гомеля.

### Гидрография
На юге река Зыбина (приток реки Крапивня).

## Транспортная сеть
Транспортные связи по просёлочной, затем автомобильной дороге Жлобин — Гомель. Планировка состоит из двух улиц, которые на юге соединяются, а затем расходятся — одна в меридиональном, а вторая в северо-восточном направлении. Застройка двусторонняя, деревянными домами усадебного типа.

## История
По письменным источникам известна с конца XIX века как деревня в Гомельском уезде Могилёвской губернии. В 1926 году находились почтовое отделение, школа. Центр Рудня-Ольховского сельсовета Уваровичского района Гомельского округа. В 1930 году организован колхоз «Красный труженик», действовали 2 ветряные мельницы. В 1959 году в составе совхоза «Чеботовичи» (центр — деревня Чеботовичи).

## Население

### Численность
- 2004 год — 37 хозяйств, 62 жителя.

### Динамика
- 1926 год — 127 дворов, 670 жителей.
- 1959 год — 289 жителей (согласно переписи).
- 2004 год — 37 хозяйств, 62 жителя.